# Norio Suzuki (voetballer)
Norio Suzuki (Chiba, 14 februari 1984) is een Japans voetballer.

## Clubcarrière
Suzuki speelde tussen 2002 en 2010 voor FC Tokyo, Vissel Kobe en Angers. Hij tekende in 2010 bij Omiya Ardija.